# Ленинград в борьбе
«Ленингра́д в борьбе́» — советский документальный фильм о Блокаде Ленинграда снятый во время Великой Отечественной войны. Производство Ленинградской студии кинохроники. В фильм вошли кадры жизни города и фронта в период с июня 1941 по апрель 1942 года. Режиссёры фильма: Роман Лазаревич Кармен, Николай Григорьевич Комаревцев, Валерий Михайлович Соловцов и Ефим Юльевич Учитель.

## Сюжет
Фильм начинается с довоенных видов Ленинграда. Затем следуют кадры с объявлением начала войны по громкоговорителю, реакции граждан Ленинграда на начало войны, выступления на рабочих митингах, сборы ополчения. Показана работа жителей на постройке защитных укреплений на подступах к городу, кадры первых боев и первые трофеи. Ленинград подвергается бомбардировкам и разрушениям, жители борются с пожарами, работают на производстве вооружения. Показана культурная жизнь города. Много внимания в фильме уделено работе «Дороги жизни», доставке продуктов в город и эвакуации населения, а так действиям армии — флота, партизан, сухопутных войск. Демонстрирутся кадры с пленными, разгромленной вражеской техникой и убитыми.
В фильме присутствуют кадры с речью Сталина во время Битвы за Москву, а также хроника с членами Военного Совета Ленинградского Фронта Андреем Ждановым, Алексем Кузенцовым, генералом Михаилом Хозином, адмиралом Владимиром Трибуцом.

## История создания
«Ленинград в борьбе» — первый документальный полнометражный фильм о блокаде Ленинграда снятый показанный в городе. Съемки проходили в тяжелых условиях блокады, голода и отсутствия материалов для съемок.
Первые кадры были сняты операторами Ленфильма 22 июня 1941 года. Ефим Учитель, который первоначально снимал сюжет о празднике выпускников школ, снял кадры с реакцией ленинградцев на речь Молотова о начале войны, кадры из мобилизационного пункта на Марсовом поле, кадры строительства укреплений на Лужском рубеже, минирования Финского залива кораблями Балтфлота, свидетельства урона нанесённого городу бомбардировками, так же занимался авиасъемками. Кинооператоры были разделены на группы, работающие в разных районах города и участках фронта. Городскую жизнь снимала группа Ансельма Богорова и Владимира Страдины. Ими были сняты кадры выдачи норм хлеба ленинградцам, работы по ремонту танков цехах, городские пожары (в том числе на Бадаевских складах), работа Публичной библиотеки голодной зимой 1941. Фронтовой группой руководил оператор Иосиф Хмельницкий. Боевую работу балтийского флота снимал Сергей Фомин. Съемки на Карельском фронте производили Ефим Учитель, Григорий Донец и другие операторы. Съемки на Невском пятачке вел Анатолий Погорелый.
Ленинградский обком в январе 1942 принял решение начать съемки фильма об обороне города. Но уже конце 1941 года начался сказываться дефицит кинопленки, которую брали из запасов Ленфильма и ленинградских предприятий. После отключения электричества в городе, проявлять её стало негде, так что документалисты даже не знали, удастся ли проявить снятые материалы. Операторы спали прямо в студии, пленку и камеры уносили по домам. Оператор Ансельм Богоров вспоминает:
«Мы, кинооператоры, очень мало знаем друг о друге… я жил один в холодной квартире. Окна плотно закрыты шторами из черной бумаги. В углу печка-буржуйка, я топил ее мебелью. Выпиваю кружку кипятку с крохотным кусочком хлеба и начинаю готовиться к походу. За пазухой Аймо, в руках ведро для воды, детские саночки. Груз очень велик, невыносим для меня, но все это необходимо…»
Ефим Учитель так описывает это время:
«Одним из наших жестоких врагов был голод. После скудного пайка хлеба камера казалась неимоверно тяжелой. Для того, чтобы передвигаться с ней, пришлось приспособить санки сына. Однажды возле решетки Летнего сада я увидел умирающего человека. Я ничем не мог ему помочь. Но я запечатлел этот эпизод на пленку, чтобы он стал грозным напоминанием фашизму…»

Знаменитый документалист Роман Кармен приезжает из Москвы 16 апреля 1942 года и привозит с собой продукты для голодных операторов, которые так же стали получать армейский поёк.

17 апреля 1942 в Смольном состоялось совещание в присутствии Жданова, по итогам которого руководство города не устроили отснятые кадры. Так, согласно стенограмме совещания, председатель исполкома Ленгорсовета Петр Попков был недоволен мрачными кадрами:
«…Насчет покойников. Куда их везут? Причем их очень много показано. Впечатление удручающее. Часть эпизодов с гробами надо будет изъять. Я считаю, что много не нужно показывать. Зачем вереница? … Промышленность, энтузиазм города совсем не показаны».
Алексей Кузнецов — второй секретарь ленинградского Горкома, был недоволен отсутствием энтузиазма в кадрах: 
«…картина не отражает действительного положения вещей. Она не в тон действительности и борьбы нет, и в таком виде картину выпустить на экраны страны нельзя… Направление взято неправильное. Показываются мрачные стороны жизни, а действительная жизнь, борьба с трудностями, борьба за то, чтобы сохранить город, не показана…».
В неправдивости фильм упрекает и Жданов:
«В картине переборщён упадок! Вплоть до торчащих машин! Выходит, все рухнуло. Показаны композитор, художник, писатель и прочее. Это еще не все. На этом же фоне надо показать, что Ленинград жил вместе с фронтом… Люди говорили, что голодаем, но живем надеждой на нашу победу. Правда заключается не в том, что люди жили, а в том, что они не теряли веру. В картине и в седьмой части не показано, что люди в создавшейся обстановке не теряли веру».
Жданов так же обрисовал, какие эпизоды нужно вырезать из фильма:
«…показана старуха, в садике сидит. Это вещь неудачная, словом, старуху нужно исключить»;
«показан митинг: оратор из кожи вон лезет, а публика никак не реагирует. Неправильно»;

«…седьмая часть — очистка города… между прочим там показаны двое, которые бросают по льдинке. Нехорошо! Лучше в следующем кадре, где бросают лед на машину, там видно, что работа идет».
Комиссия была так же недовольна малым количеством боевых эпизодов. Начальник Политуправления Ленфронта Тюркин настаивал на том, что недостаточно показаны действия пехоты, истребительного движения и вообще «в боевом отношении» картина неудовлетворительна. Картину пришлось перемонтировать и доснять нужные кадры под руководством Кармена. Окончательная версия фильма, для которой досняли кадры с партизанами и сцены весенней очистки города, была одобрена на совещании в Смольном в ночь с 29 на 30 апреля. Съемочная группа вылетели в Москву для окончательной приемки фильма и записи музыки с оркестром. В картину было добавлено запись выступления Сталина на параде 7 ноября 1941 года. Фильм был показан самому Сталину, который просматривал каждый полнометражный фильм перед выходом на экраны и получил его одобрение.

## Съёмочная группа
- Режиссёры: Р. Кармен, Н. Комаревцев, В. Соловцов, Е. Учитель
- Операторы: А. Богоров, Е. Учитель, С. Фомин,Н. Блажков, Н. Голод, Б. Дементьев, Л. Изаксон, О. Иванов, Э. Лейбович, В. Максимович, Ф. Овсянников, Ф. Печул, П. Паллей, А. Погорелый, Р. Кармен, Г. Симонов, Я. Славин, В. Страдин, К. Станкевич, В. Сумкин, Г. Трофимов, Г. Шулятин, Б. Шер
- Звукооператоры: Е. Бельский, В. Котов
- Музыкальное оформление: Д. Астраданцев
- Диктор: Н. Выгодский

## Критика и оценки
Фильм был показан 9 июля 1942 года одновременно в Москве и Ленинграде. Около 50 тысяч человек посмотрели фильм в первый день показа в Москве. В Ленинграде фильм демонстрировался в 22 кинотеатрах, в первые дни его посмотрели больше 100 тысяч человек.
Газета «Правда» 10 июля 1942 года так оценила эту картину:
Фильм… правдиво отражает суровую ленинградскую действительность. Зритель видит самоотверженную работу, беспримерное геройство, беззаветную преданность Родине славных патриотов и патриоток нашей страны. Защитники великого города стойко и мужественно преодолевают все трудности. Они понимают, что путь к победе лежит через преодоление трудностей и опасностей, что борьба требует жертв, что победа завоевывается в ожесточенных боях. Фильм имеет большое воспитательное значение…

## Награды и премии
Сталинская премия (1943)